# Капска кобра
Капската кобра (Naja Nivea) е вид змия от рода на същинските кобри (Naja), класифицирана от Карл Линей през 1758 г. Още се нарича каке, гилсланг, геелсланг, кафява кобра.

## Физически характеристики
Средна по размер змия с дължина 0,8 – 1,2 м за възрастен екземпляр. Рядко достига 1,5 м, като рекордът е 1,8 метра (Трансваал, РЮА), а има непотвърдени данни и за 2,5 – 3 м. Цветът ѝ е жълт, златист, светло кафяв, кафяв с жълт оттенък, много рядко червен или черен, жълт на кафяви петна (Калахари). Коремът е светло-жълтеникав. Често от вътрешната страна на врата има тъмна ивица или е изцяло тъмен. Очите са големи, кръгли. Типично за повечето кобри, зрението е добре развито. Качулката ѝ е средно голяма с вътрешен ръб. Отровните зъби са предни и малки. Отровата е нервотоксична. Атакува дихателната система и най-често смъртта настъпва от задушаване вследствие на парализа на гръдните мускули и диафрагмата. Ако не се предприемат мерки, половината от ухапванията завършват с фатален изход.

## Разпространение и местообитание
Капската кобра е широко разпространен вид в РЮА, Лесото, Намибия. По-рядко се среща в Ботсвана и Мозамбик. Среща се в най-разнообразни хабитати от морския бряг до високо в планините (2700 м надморска височина, Лесото). Обитава пустини, полупустини, савани, гори, крайбрежни храсталаци. Урбанизирана е, наблюдавана е в някои градове в РЮА.

## Начин на живот
Нервна и агресивна змия. Нерядко напада, без да бъде провокирана. Храни се с гризачи, други змии, птици и техните яйца. Бременността на капската кобра продължава до 90 дена, снася между 10 и 20 яйца. Самата капска кобра е основна храна за някои животни като птица-секретар, различни грабливи птици, мангусти и медояди.

## Други
Изключително красива змия, капската кобра е много популярна за гледане в домашни условия. На някои места съществува заблуда, че змията е плюеща, което не е вярно.